# Siphlonurus lacustris
Siphlonurus lacustris ist eine Insekten-Art aus der Ordnung der Eintagsfliegen (Ephemeroptera).

## Merkmale der Larve
Der Körper ist bräunlich gelb gefärbt mit dunklen Zeichnungen, nicht abgeflacht, schlank und bis zu 13 Millimeter lang. Der Kopf steht im Verhältnis zu Körperachse senkrecht. Die Augen liegen seitlich am Kopf. Die Antennen sind nur geringfügig länger als der Kopf breit ist. Die kurzen Mandibeln stehen nicht über den Vorderrand des Kopfes hinaus. Die letzten Segmente des Abdomens sind seitlich nach hinten spitz ausgezogen. Der Terminalfaden ist auf beiden Seiten behaart, die Cerci dagegen nur auf der Innenseite. In ihrem zweiten Drittel sind sämtliche Schwanzfäden dunkel gefärbt. Die Tracheenkiemen sind blattförmig. Die ersten zwei Paare sind doppelt, die weiteren fünf dagegen nur einfach.

## Vorkommen und Lebensweise
Die Larven leben in ganz Europa in der Ebene und im Bergland in größeren Fließgewässern mit reicher Vegetation. Sie bewegen sich fast nur schwimmend fort. Ihre Nahrung ist pflanzlich, möglicherweise zum Teil auch tierisch. Die Generationsdauer beträgt ein Jahr. Subimagines leben 2 oder 3 Tage, Imagines 4 oder 5. Die Flugzeit der Imagines reicht von Mai bis August. 

## Belege
- Herbert W. Ludwig: Tiere und Pflanzen unserer Gewässer. BLV Verlagsgesellschaft, München 2003, ISBN 3-405-16487-7, S. 166.